# Торенко (Ла Специја)
Торенко је насеље у Италији у округу Ла Специја, региону Лигурија.
Према процени из 2011. у насељу је живело 73 становника. Насеље се налази на надморској висини од 156 м.